# Acontia malgassica
Acontia malgassica is een vlinder van de familie van de uilen (Noctuidae). De wetenschappelijke naam van deze soort is voor het eerst voorgesteld door Paul Mabille in een publicatie uit 1881.
De soort komt voor op Madagaskar en de Seychellen.